# Graser
Graser (Gamma Ray Stimulated Emission through Radiation) – hipotetyczne urządzenie wytwarzające spójną, monochromatyczną wiązkę promieniowania gamma. Odpowiednik urządzeń laser (światło widzialne) czy maser (mikrofale), ale pracujący w zakresie promieniowania gamma.
Koncepcja jego budowy z lat 80. XX wieku przewidywała, że urządzenie takie składałoby się z długiego i cienkiego (0,1 mm) pręta berylowego nasyconego odpowiednio dobranym izotopem. Pręt pokryty byłby warstwą rozszczepialnego uranu lub plutonu, i jeszcze warstwą deuteru/trytu (reflektor neutronów i ich dodatkowe źródło). Pręt napromieniowywany byłby laserem, co powodowałoby rozszczepienia w warstwie uranu/plutonu. Wytworzone wówczas neutrony wzbudzałyby emisję spójnych promieni gamma.